# (1054) Forsytia
(1054) Forsytia es un asteroide que forma parte del cinturón de asteroides y fue descubierto por Karl Wilhelm Reinmuth desde el observatorio de Heidelberg-Königstuhl, Alemania, el 20 de noviembre de 1925.

## Designación y nombre
Forsytia se designó al principio como 1925 WD.
Posteriormente fue nombrado por las forsythias, un género de plantas de la familia de las oleáceas.

## Características orbitales
Forsytia está situado a una distancia media del Sol de 2,922 ua, pudiendo acercarse hasta 2,523 ua y alejarse hasta 3,321 ua. Tiene una inclinación orbital de 10,85° y una excentricidad de 0,1366. Emplea 1824 días en completar una órbita alrededor del Sol.